# Adán y Eva encuentran el cuerpo de Abel
Adán y Eva encuentran el cuerpo de Abel es un cuadro (32x43 cm) realizado alrededor de 1826 por el pintor William Blake. Está actualmente conservado en la Tate Britain de Londres.
En el cuadro figura Caín en fuga después de que Adán y Eva le han sorprendido sepultando el cadáver de Abel.
Eva, inclinada sobre el cadáver de su hijo, recuerda las representaciones de la Madonna dolorosa sobre el cuerpo de Jesús.

## Nota
1. ↑  luglio 2009